# Šarišské Čierne
Šarišské Čierne (in ungherese Csarnó o Feketepatak, in tedesco Schwarzenbach, in ruteno Šarišske Čarne o Šarišske Čorne) è un comune della Slovacchia (distretto di Bardejov).

## Storia
Il villaggio è citato per la prima volta nel 1329 come località in cui la giustizia veniva amministrata secondo il diritto germanico. Nel 1352 appartenne alla Signoria di Makovica. Nel XVI secolo, elementi ruteni colonizzarono il villaggio rimasto spopolato a causa di guerre ed epidemie.